# Éditions Montchrestien
Les Éditions Montchrestien sont une maison d'édition juridique française associée à la LGDJ et faisant partie du groupe Lextenso éditions.

## Historique
L'origine des cette société remonte à la création des éditions Domat-Montchrestien, fondées le 7 octobre 1929 par Ferdinand Loviton (mort en janvier 1942) avec pour associés minoritaires Alexandre Gougeon (professeur de droit) et Louis Frémont (imprimeur à Verdun),,. 
En 1943, elle est reprise par sa fille Jeanne Loviton qui a élargi son catalogue aux belles-lettres. En octobre 1945, Domat-Montchrestien devient principal actionnaire des éditions Denoël, confirmé par jugement en 1950 ; le fonds est revendu en 1951 aux éditions Gallimard. Jeanne Loviton décide de scinder les publications : les ouvrages littéraires paraissent sous le nom de Domat, les publications juridiques sous celui de Montchrestien,.
En 2008, la société EJA (Éditions juridiques associées) qui regroupait depuis 1998 les marques LGDJ (Librairie générale de droit et de jurisprudence), Montchrestien, Gualino, Joly, Defrénois, change de nom et devient Lextenso éditions,.

## Catalogue
Elle est notamment connue par ses ouvrages et collections suivants :
- Précis Domat
- Clefs[6]
  - 3 séries : histoire, économie, politique
- Focus Droit
- Leçons de droit civil de Henri, Jean et Léon Mazeaud publiées pour la première fois en 1955
- Entreprendre[7]
- Traité de droit commercial
- Actes du CEDIN
- Centre de droit des affaires de l'Université de Toulouse I
- Textes français et internationaux
- Langues appliquées
- Pages d'AMPHI
- Les Mélanges
  - p. ex. Droit constitutionnel - Mélanges Patrice Gélard  (ISBN 978-2-7076-1173-4)
- Grands colloques
  - p. ex. Faut-il adapter le droit des campagnes électorales ?, 2012  (ISBN 978-2-7076-1762-0)